# Midot (Talmud)

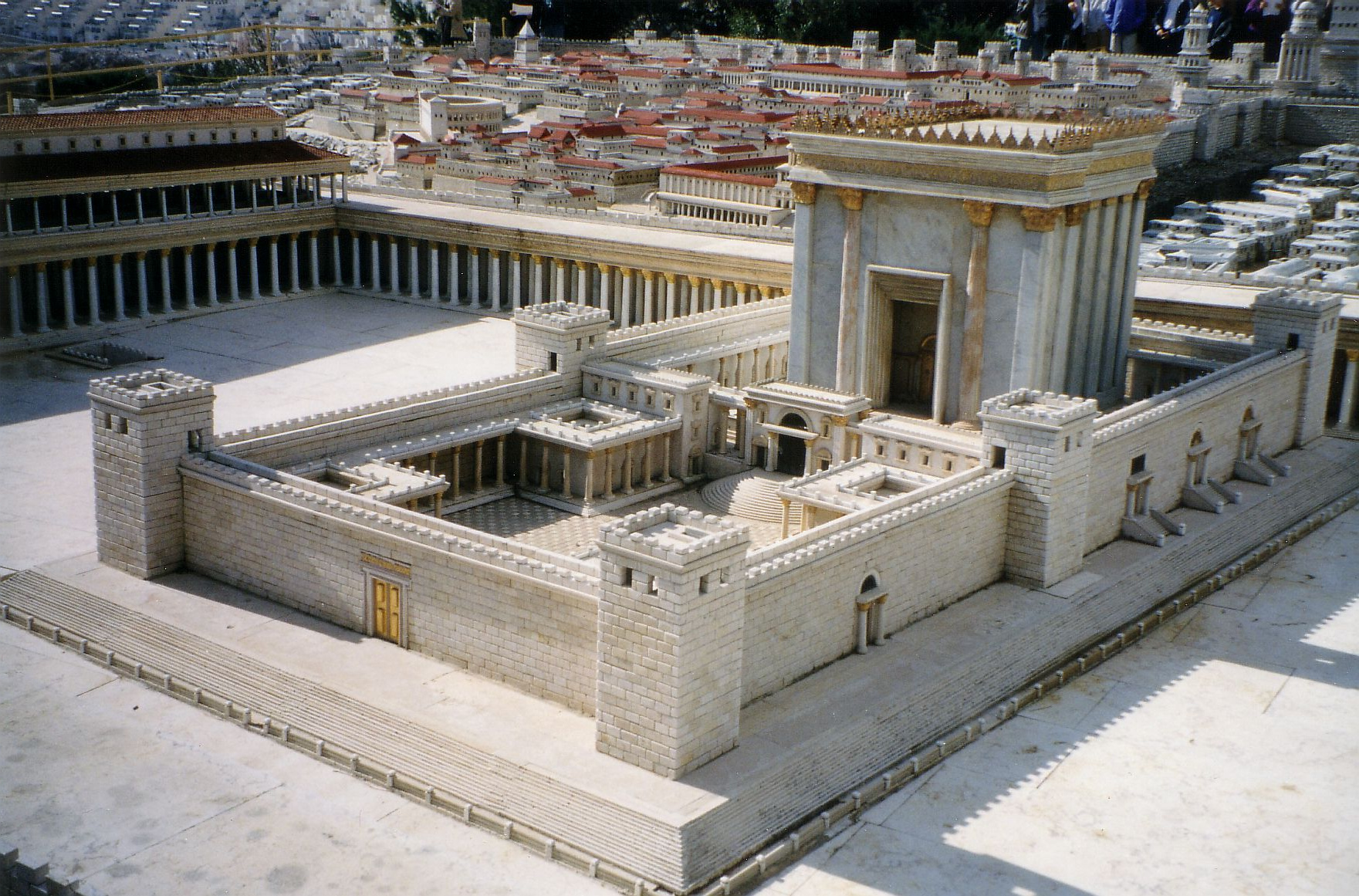
Maqueta del Segundo Templo de Jerusalén.

El tratado de Midot (en hebreo: מסכת מידות) (transliterado: Masejet Midot ) es el décimo tratado del orden de Kodashim de la Mishná y el Talmud babilónico. El tratado está dividido en cinco capítulos, y no tiene Guemará, ni en el Talmud de Jerusalén, ni en el Talmud de Babilonia. Este tratado describe las dimensiones y la disposición del Monte del Templo ubicado en la ciudad de Jerusalén, la posición de los edificios que formaban parte del Segundo Templo, las diversas puertas, el altar del sacrificio, y los lugares donde estaban ubicados los sacerdotes cohanim y los levitas en el Templo de Jerusalén.